# روبرت ستون (كاتب)
روبرت ستون (بالإنجليزية: Robert Stone)‏ (21 أغسطس 1937-10 يناير 2015) كان روائيًا أمريكيًا.
رُشِّح ستون مرتين للتصفيات النهائية لجائزة بوليتزر، ومرة واحدة لجائزة بين/فوكنر. رُشِّح ستون خمس مرات للتصفيات النهائية للجائزة الوطنية للكتاب عن فئة الخيال، التي حصل عليها في عام 1975 لروايته «جنود الكلاب». أدرجت مجلة تايم هذه الرواية في قائمة تايم لأفضل مئة رواية مكتوبة باللغة الإنجليزية منذ عام 1923 حتى 2005. اقتُبِست الرواية في فيلم هو ويل ستوب ذا رين من بطولة نيك نولت، وهو نص شارك ستون في كتابته.
تلقى ستون خلال حياته الدعم المادي والتقدير مثل زمالة غاغينهايم والمنح الوطنية للزمالات الإنسانية، وجائزة ميلدريد وهارولد شتراوس للمعيشة مدة خمس سنوات، وجائزة جون دوس باسوس للأدب، والأكاديمية الأمريكية للفنون والآداب. قدم ستون دعمه الخاص وتقديره للكُتاب خلال حياته، إذ عمل رئيسًا لمجلس إدارة مؤسسة بين/فوكنر أكثر من ثلاثين عامًا.
تتميز أفضل أعمال ستون المعروفة بالمغامرات المفعمة بالحركة، والمخاوف السياسية والكوميديا السوداء. احتوت العديد من رواياته على مشاهد غريبة غير عادية من الاضطرابات الاجتماعية المحتدمة مثل حرب فيتنام، وجمهورية الموز العنيفة بعد الانقلاب في أمريكا الوسطى، وعصر جيم كرو في نيو أورلينز، والقدس على مشارف الألفية. 

## النشر
نشر ستون في المجمل ثماني روايات ومجموعتين من القصص وكتاب مذكرات بعنوان «برايم غرين: تذكر الستينيات».

### خيال
ظهرت رواية ستون الأولى بعنوان قاعة من المرايا في عام 1967. فازت الرواية بكل من زمالة هوتون ميفلين الأدبية، وجائزة مؤسسة وليام فوكنر لأفضل رواية أولى. دارت أحداث الرواية في نيو أورلينز في عام 1962 واستندت جزئيًا إلى أحداث حقيقية، وصورت مشهدًا سياسيًا هيمنت عليه العنصرية اليمينية، وذكّر أسلوبها بكتّاب جيل بيت أكثر من الواقعيين الاجتماعيين السابقين، وذلك من ناحية التناوب بين المذهب الطبيعي وسيل الوعي. اقتُبِست الرواية في فيلم دبليو يو إس إيه (1970) بناءً على سيناريو ستون لروايته الخاصة. أدى نجاح الرواية إلى حصول ستون على زمالة غاغينهايم وبداية مهنته ككاتب محترف.
سافر ستون في عام 1971 إلى فيتنام بصفة مراسل لمجلة بريطانية غامضة تُسمى إينك. حلّ وقته هناك مصدر إلهام لروايته الثانية الجنود الكلاب (1974)، التي تتحدث عن صحفي يهرّب الهيروين من فيتنام. تقاسمت الرواية الجائزة الوطنية للكتاب الأمريكي لعام 1975 مع رواية الكاتب توماس وليامز بعنوان شعر هارولد رو.
نُشِر كتاب ستون الثالث بعنوان علمٌ للشروق (1981)، وحصل على ثناء نقدي جماعي ونجاح تجاري معتدل. تضم القصة مجموعة كبيرة من الشخصيات الذين تتقاطع مساراتهم في جمهورية موز خيالية مستندًا بذلك إلى جمهورية نيكاراغوا. وصلت الرواية للتصفيات النهائية لجائزة بين/فوكنر عن فئة الخيال وجائزة بوليتزر. تأهلت الرواية مرتين للتصفيات النهائية للجائزة الوطنية للكتاب، ومرة واحدة بعد إصدار الغلاف الخاص بها، ومرة أخرى في العام التالي عندما أُعيد إصدارها في غلاف عادي.
كانت الروايتان التاليتان اللتان كتبهما ستون دراستين أصغر حجمًا للشخصية، وذلك على عكس ملاحم المغامرات الساخرة والكبيرة التي ارتبطت باسمه. جسدت الرواية الأولى بعنوان أبناء الضوء القصة السيئة لممثلة في أفلام هوليوود، وتحدثت الثانية بعنوان الوصول إلى الجسر الخارجي عن حادثة غريبة في خضم سباق بحري حول العالم (التي تستند بشكل فضفاض إلى قصة البحار دونالد كروهورست). نُشرت الروايتان في عامي 1986 و1992 على التوالي. تأهلت رواية الوصول إلى الجسر الخارجي إلى التصفيات النهائية للفوز بالجائزة الوطنية للكتاب لعام 1992. نُشرت روايته بير وابنته في عام 1997، وهي مجموعة قصصية قصيرة خسرت جائزة بوليتزر عن فئة الأعمال الخيالية أمام رواية الكاتب فيليب روث بعنوان الرعوية الأمريكية.
عاد ستون إلى كتابة الخيال السياسي المعقد مع رواية بوابة دمشق (1998)، وهي عن رجل ذو أوهام مسيحية عالقة في مؤامرة إرهابية في القدس. تأهلت الرواية للتصفيات النهائية للجائزة الوطنية للكتاب لعام 1998، وتبعتها رواية خليج النفوس في عام 2003. كانت الرواية الأخيرة التي نشرها ستون في حياته هي رواية موت الفتاة ذات الشعر الأسود التي ظهرت في عام 2013. 

## الجوائز
- زمالة غوغنهايم
- جائزة الكتاب الوطني  [لغات أخرى]‏
- الجائزة الوطنية للكتاب عن فئة الخيال  [لغات أخرى]‏

## روابط خارجية
- روبرت ستون على موقع IMDb (الإنجليزية)
- روبرت ستون على موقع الموسوعة البريطانية (الإنجليزية)
- روبرت ستون على موقع إن إن دي بي (الإنجليزية)